# Plesiocleidochasma porcellaniforme
Plesiocleidochasma porcellaniforme is een mosdiertjessoort uit de familie van de Phidoloporidae. De wetenschappelijke naam van de soort is, als Schedocleidochasma porcellaniforme, voor het eerst geldig gepubliceerd in 1991 door Soule, Soule & Chaney.